# Phoneyusa giltayi
Phoneyusa giltayi is een spinnensoort in de taxonomische indeling van de vogelspinnen (Theraphosidae).
Het dier behoort tot het geslacht Phoneyusa. De wetenschappelijke naam van de soort werd voor het eerst geldig gepubliceerd in 1946 door Laurent.